# Combate de mujeres
Combate de mujeres es una pintura de José de Ribera realizada en óleo sobre lienzo. Se conserva en el Museo del Prado en Madrid.
La pintura, fechada y firmada, fue realizada en Nápoles en 1636, como parte de un ciclo de más de treinta cuadros sobre la historia de Roma encargada a Giovanni Lanfranco, Domenichino, el propio Ribera y otros artistas.
Se representa un episodio legendario ocurrido en Nápoles en 1552: dos mujeres, Isabella de Carazzi y Diambra de Pottinella, en presencia del Marqués del Vasto, se retan a un duelo por el amor de un hombre llamado Fabio Zeresola. El tema de la pintura también ha sido interpretado como una alegoría de la lucha entre el Vicio y la Virtud.